# Stanisław Lewczenko
Stanisław Lewczenko (ur. w 1941 roku), major, oficer radzieckiego wywiadu wojskowego GRU i wywiadu zagranicznego (Pierwszego Zarządu Głównego Komitetu Bezpieczeństwa Państwowego), który zdezerterował na Zachód w 1979 roku. 

## Życiorys
Syn wykładowcy szkoły wojskowej, podjął studia japonistyczne w elitarnym Instytucie Orientalistycznym Uniwersytetu Moskiewskiego, z nadzieją na karierę dyplomatyczną. Po ukończeniu studiów w 1964 roku został tłumaczem w Komitecie Centralnym Komunistycznej Partii Związku Radzieckiego (KC KPZR). Podczas tejże pracy kilkakrotnie podróżował za granicę, m.in. do Japonii. 
W 1966 roku powołano go do wojska i zapewne ze względu na jego wykształcenie od razu przydzielono do Głównego Zarządu Wywiadu, GRU. Następnie w 1971 roku przeniesiony do referatu japońskiego Pierwszego Zarządu Głównego Komitetu Bezpieczeństwa Państwowego. Pod przykrywką korespondenta czasopisma Nowoje Wriemia wyjechał w 1975 roku do Japonii, nawiązał rozległe stosunki z przywódcami politycznymi, dowódcami wojskowymi i przedstawicielami kół gospodarczych. Rozgoryczony stosunkami w KGB, w październiku 1979 roku nawiązał kontakt z oficerem Centralnej Agencji Wywiadowczej (CIA) i przeszedł na stronę amerykańską, wydając wielu agentów i ujawniając swe rozległe kontakty. Lewczenko twierdził, że na liście płac KGB znajdowało się 200 Japończyków, z których ujawnił jedynie kilku. W lipcu 1982 roku, zeznając przed Stałą Komisją Śledczą do spraw Wywiadu Izby Reprezentantów, przedstawił radzieckie programy i zamierzenia wywiadowcze skierowane przeciwko USA.
W 1988 roku Stanisław Lewczenko wydał swój pamiętnik, w którym opisał swoją działalność szpiegowską w GRU i KGB - On the Wrong Side.